# Галереи тысячелетия
Галереи тысячелетия (англ. Millennium Galleries) — галерея искусств в Шеффилде, Англия. Открылась в апреле 2001 года как часть проекта Сердце города. Расположена в центре города рядом с городской библиотекой, Университетом Шеффилд Холлэм и театральным районом города.
Галерея разделена на 4 секции:
- Галерея специальных выставок, где размещаются приезжие выставки из других коллекций искусства, таких как Галерея Тейт или Музей Виктории и Альберта.
- Галерея ремёсел и конструирования, где выставляются работы ремесленников прошлого и настоящего.
- Галерея работ из металла, предназначенная для показа достижений металлургической промышленности Шеффилда.
- Галерея Рёскина, где располагается коллекция Гильдии святого Георга, которая была учреждена в Шеффилде Джоном Рёскиным в XIX веке.

Галерея соединена с другой городской достопримечательностью, Зимним садом.
При галерее есть кафе и магазин.